# اووه کراوز
اووه کراوز (انگلیسی: Uwe Krause؛ زادهٔ ۱۳ اکتبر ۱۹۵۵) بازیکن فوتبال اهل آلمان است.
از باشگاه‌هایی که در آن بازی کرده‌است می‌توان به باشگاه فوتبال آینتراخت برانشوایگ، آ.اس موناکو، و باشگاه فوتبال سوشو اشاره کرد.